# Distretto di Yeongdeungpo
Yeongdeungpo (Hangŭl: 영등포구; Hanja: 永登浦區) è un distretto di Seul. Ha una superficie di 24,56 km² e una popolazione di 396.243 abitanti al 2010.